# Museu Nova Tabarca
El Museu Nova Tabarca està situat a l'illa de Tabarca, Alacant (País Valencià). Es va inaugurar l'any 2004 a l'antic edifici de l'Almadrava, magatzem usat principalment per a la pesca de la tonyina.
El museu se centra en l'estudi i difusió de les relacions que les poblacions costaneres han establert a través del temps amb el seu entorn natural, per a la qual cosa empra com a paradigma l'illa de Tabarca, i així doncs, exposa el seu espai natural, terrestre i marí, juntament amb el seu conjunt històric. Per a això compta amb dues sales:
- La primera sala està dedicada als continguts audiovisuals. Es projecta un vídeo que s'endinsa en la història entre l'home i el medi marí, a més d'arreplegar la riquesa patrimonial de l'illa i els seus costums.[3]
- La segona sala desenvolupa l'exposició permanent del museu, que analitza els valors patrimonials de l'illa, des dels geogràfico-geològics, fins als mediambientals, a més del seu patrimoni històric i etnogràfic. Hi ha vestigis d'època romana, plànols, fotografies i informació cartogràfica. Al seu apartat etnogràfic es poden observar els diferents arts de pesca practicats a l'illa al llarg dels anys, amb especial atenció a l'almadrava. El punt interactiu del museu ofereix la possibilitat de realitzar recorreguts virtuals per Tabarca, així com d'observar imatges dels fons marins que envolten l'illa.